# Take Me to Your Leader (album de King Geedorah)
Pour les articles homonymes, voir Take Me to Your Leader.
Albums par MF Doom
MF EP
(2000) Vaudeville Villain
(2003)
Take Me to Your Leader est un album studio de MF DOOM, sorti le 17 juin 2003. Il publie cet album sous le nom de scène King Geedorah qui est une référence au kaijū King Ghidorah.

## Liste des titres
Toute la musique est composée par MF Doom, excepté Fazers qui est produit avec E. Mason.
| No  | Titre                                                  | Durée |
| --- | ------------------------------------------------------ | ----- |
| 1.  | Fazers                                                 | 3:17  |
| 2.  | Fastlane (featuring Biolante)                          | 3:08  |
| 3.  | Krazy World (featuring Gigan)                          | 4:43  |
| 4.  | The Final Hour (featuring MF Doom)                     | 0:49  |
| 5.  | Monster Zero                                           | 5:15  |
| 6.  | Next Levels (featuring Lil' Sci, ID 4 Winds et Stahhr) | 3:47  |
| 7.  | No Snakes Alive (featuring Jet-Jaguar et Rodan)        | 3:32  |
| 8.  | Anti-Matter (featuring MF Doom et Mr. Fantastik)       | 3:26  |
| 9.  | Take Me to Your Leader                                 | 2:08  |
| 10. | Lockjaw (featuring Trunks)                             | 1:03  |
| 11. | I Wonder (featuring Hassan Chop)                       | 3:38  |
| 12. | One Smart Nigger                                       | 2:39  |
| 13. | The Fine Print                                         | 4:29  |